# Change generation/Suona e va
Change generation/Suona e va è un singolo del cantautore toscano Pupo pubblicato nel 1985.
Entrambi i brani sono stati inseriti nell'album Change generation pubblicato nello stesso anno dalla CGD.

## Tracce

### Lato A
- Change generation (E. Ghinazzi)

### Lato B
- Suona e va (E. Ghinazzi)